# Fredy-7
Fredy-7, nome artístico de Frederico Drumond (Belo Horizonte, 19 de Janeiro de 1993), é um cantor, compositor e produtor musical de rap. Iniciou a carreira no ano 2008, e até então lançou uma mixtape, dois álbuns de estúdio, uma coletânea e um EP. Ficou conhecido nacionalmente com a música "Tava Arrastando", sendo membro da banda Blackbelt, e pelo seus hits "Sei de Cor" e "Paga pra Ver". Suas músicas possui em tema, festa, romance e o próprio cotidiano de trabalho.

## Biografia

### Carreira
Fredy-7 em 2010 fez parte do selo "GetSick" por alguns meses, e depois passou a ter sua própria produtora pessoal "É F-7 na Produção!", lançando seu álbum de estréia Mix7ape. Em 2012 lançou seu segundo álbum, o mais repercutido da sua carreira até então "De Um 4º ao Mundo", tendo como single as faixas, "Daquele Jeito", e "Não Vá", e uma faixa remix do hit "Mina do Condomínio", porém com a participação vocal de Seu Jorge. Em 2013 lançou seu terceiro álbum "Espera Amanhecer", tendo como single as faixas, "Máximo", "Bem mais Quente", e "Amor vs. Alcool". Em 2015 o rapper lança o EP "Confidencial", primeiramente lançado no iTunes, no Amazon e na loja Google Play, contendo sua primeira canção em horrorcore, a faixa "Fiz por Amor".

## Discografía

### Álbuns
- Mix7ape (Mixtape - 2010)
- De Um 4º Ao Mundo (Álbum de estúdio - 2012)
- Espera Amanhecer (Álbum de estúdio - 2013)
- Sei de Cor (Coletânea - 2015)
- Confidencial (EP - 2015)
- O Passageiro (Álbum de estúdio - 2016)